# Coût moyen
Le coût moyen est le coût total divisé par le nombre d'unités ou de personnes concernées par ce coût.

## Enjeux du coût moyen
Le coût moyen permet de déterminer une zone de bénéfice pour l'activité de l'organisation.

## Formule
Le coût total moyen CTM est donc le rapport entre le coût total {\displaystyle \ C_{T}} et la quantité produite {\displaystyle q} tel que : {\displaystyle CTM={\frac {C_{T}}{q}}}.
Par exemple, le coût moyen de la production d’une voiture, lorsqu'on produit cent ({\displaystyle q}) voitures pour 400 000 euros ({\displaystyle \ C_{T}}), est de 4 000 euros: en effet, {\displaystyle CTM={\frac {400000}{100}}=4000}.